# Érintő nélküli gitár

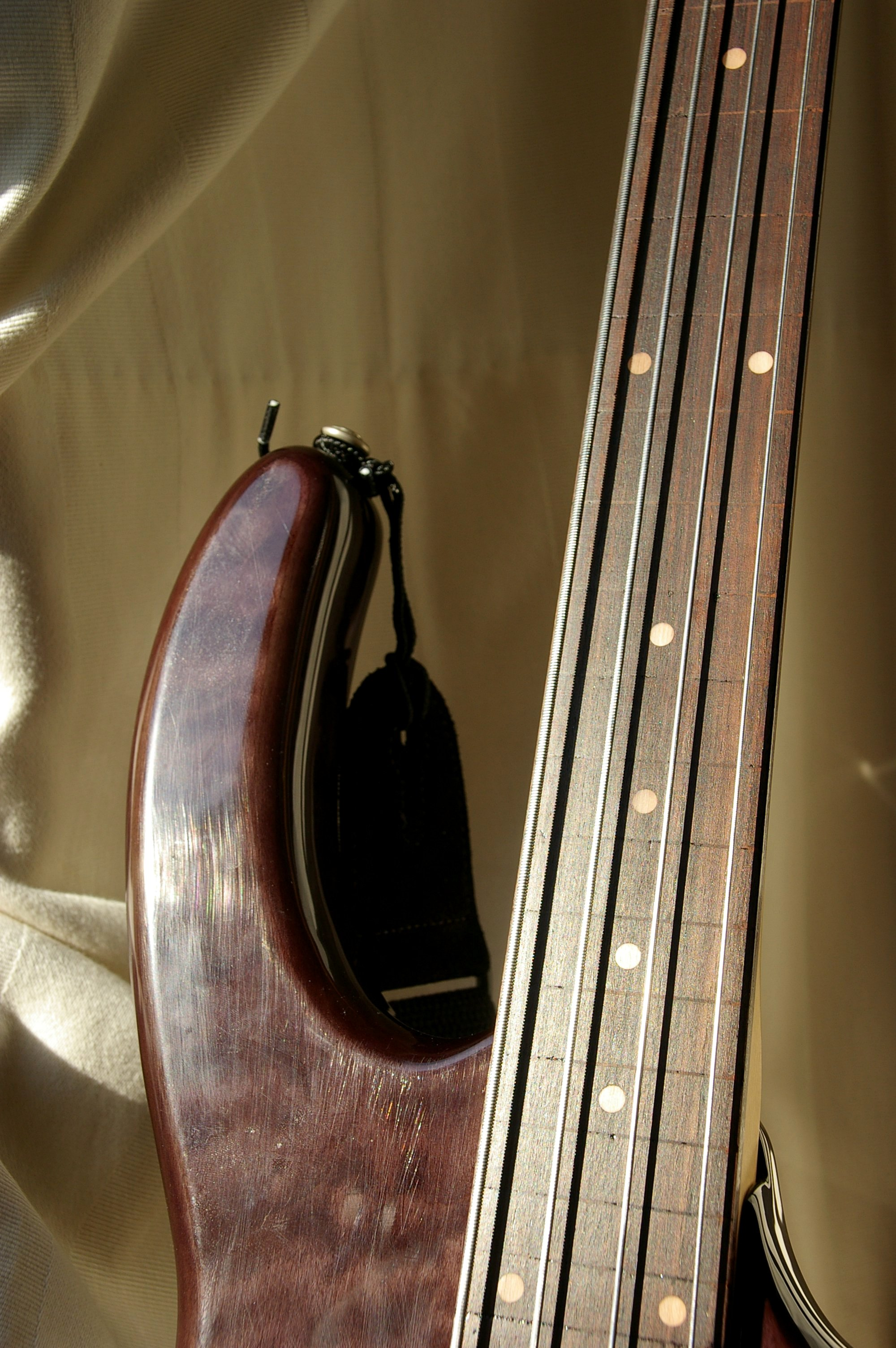
Egy fretless basszusgitár nyaka

Az érintő nélküli vagy fretless gitár egy olyan gitár, melynek nyakán nincsenek érintők. Lényege, hogy egy hagyományos gitárral ellentétben, - ahol a húr rezgőhossza a húrláb, és a lefogott érintő (bund) közötti távolságból áll - itt a húr tényleges fogólappal történő érintkezési pontja adja meg a rezgőhosszt, ezáltal a hangmagasságot, azaz a frekvenciát.

## Tulajdonságok
Az érintő nélküli gitárok az egyes hangok lefogási pozíciójának szabad megválaszthatósága miatt kevésbé érzékenyek a pontos hangolásra – igaz, a zenésznek igen jó zenei hallással kell rendelkeznie.
Az érintők hiánya lehetőséget ad a gitárosnak a hangmagasság változtatásával történő határok nélküli játékra, hiszen nincsenek megkötve az egyes érintési pontok, így lehetőség van a két fél hang közötti (a gitáron az érintők félhangonként találhatóak) magasság lefogására is.
Az érintő nélküli gitárok hangereje kisebb, mint a bundokkal rendelkező társaiké, mivel az emberi ujj közvetlenül érintkezik a húr rezgő tartományával, míg a hagyományos gitárok esetében az ujj csak feszítő szerepet tölt be a fém érintő előtt. Ugyanakkor ez főleg az akusztikus gitároknál kerül elő mint probléma, hiszen az elektromos gitárok és elektromos basszusgitárok esetében az erősítő átveszi a hangosítás feladatát. Az imént említett ujj-játék lehetőséget biztosít a vonós hangszerekével megegyező vibrato-technika alkalmazására, azaz a rezgésben lévő húron csak fel-le kell mozgatnunk az ujjunkat, ezáltal hatást gyakorolva a rezgőhosszra.
Az érintő nélküli gitáron történő játékhoz komoly gyakorlás szükséges. Az érintők hiányában a gyakorlatlan gitárosok csak a pozíciójelölő berakásokra támaszkodhatnak. (Ezek hagyományosan a harmadik, ötödik, hetedik, kilencedik, tizenkettedik, tizenötödik, tizenhetedik stb. fekvést jelzik.)